# Pass The Budd EP
Pass The Budd EP er en ep af reggae/hård rock-bandet Blunt udgivet i maj 2009. Det første nummer Iron Maiden er en tribute til det britiske heavy metal band Iron Maiden. Nummeret blev en så stor succes at Blunt fik mulighed for at indspille deres første musikvideo til det.

## Numre
Alle tekster og musik er skrevet af Blunt.
| #  | Titel             | Længde |
| -- | ----------------- | ------ |
| 1. | "Iron Maiden"     | 3:52   |
| 2. | "How You Feeling" | 3:58   |
| 3. | "Self Medicated"  | 4:05   |
| 4. | "Underground"     | 3:31   |

## Musikere
- Jimmie Tagesen – Vokal
- Jakob Barndorff-Nielsen – Bas og vokal
- Jesper Friis – Guitar
- Jacob Lyngsdal – Guitar
- Martin Robert Madsen – Trommer
- Mikkel Govertz – Keyboard og vokal på Self Medicated